# Bulbourethraldrüse
Die Bulbourethraldrüse (Glandula bulbourethralis, „Harnröhrenzwiebeldrüse“) ist eine paarige akzessorische Geschlechtsdrüse bei männlichen Säugetieren. Beim Hund ist sie nicht ausgebildet. In der Humanmedizin wird sie nach dem englischen Anatomen William Cowper (1666–1709) auch als Cowpersche Drüse oder Cowper-Drüse, beim Menschen umgangssprachlich auch als Lusttröpfchendrüse, bezeichnet.

## Anatomie
Diese Drüse liegt im Diaphragma urogenitale, einem bindegewebig ausgefüllten Abschnitt des Beckens. Beim Mann ist diese Drüse etwa erbsengroß.
Unter den Tieren ist sie beim Schwein am größten. Hier ist sie zigarrenförmig und bei ausgewachsenen Ebern fast 20 cm lang. Bei dieser Tierart lässt sie sich rektal ertasten und dient auch zur Erkennung von Kryptorchiden, da sie bei kastrierten Tieren infolge des Testosteronmangels verkümmert bzw. sich erst gar nicht entfaltet. Bei den Tieren ist die Drüse von einem dünnen Muskel bedeckt, dem Musculus bulboglandularis, beim Rind auch vom kräftigen Musculus bulbospongiosus.
Der beim Mann etwa fünf Zentimeter lange Ausführungsgang mündet in die Harnröhre. Bei Paarhufern mündet er in einen dorsal gerichteten Blindsack (Recessus urethralis).

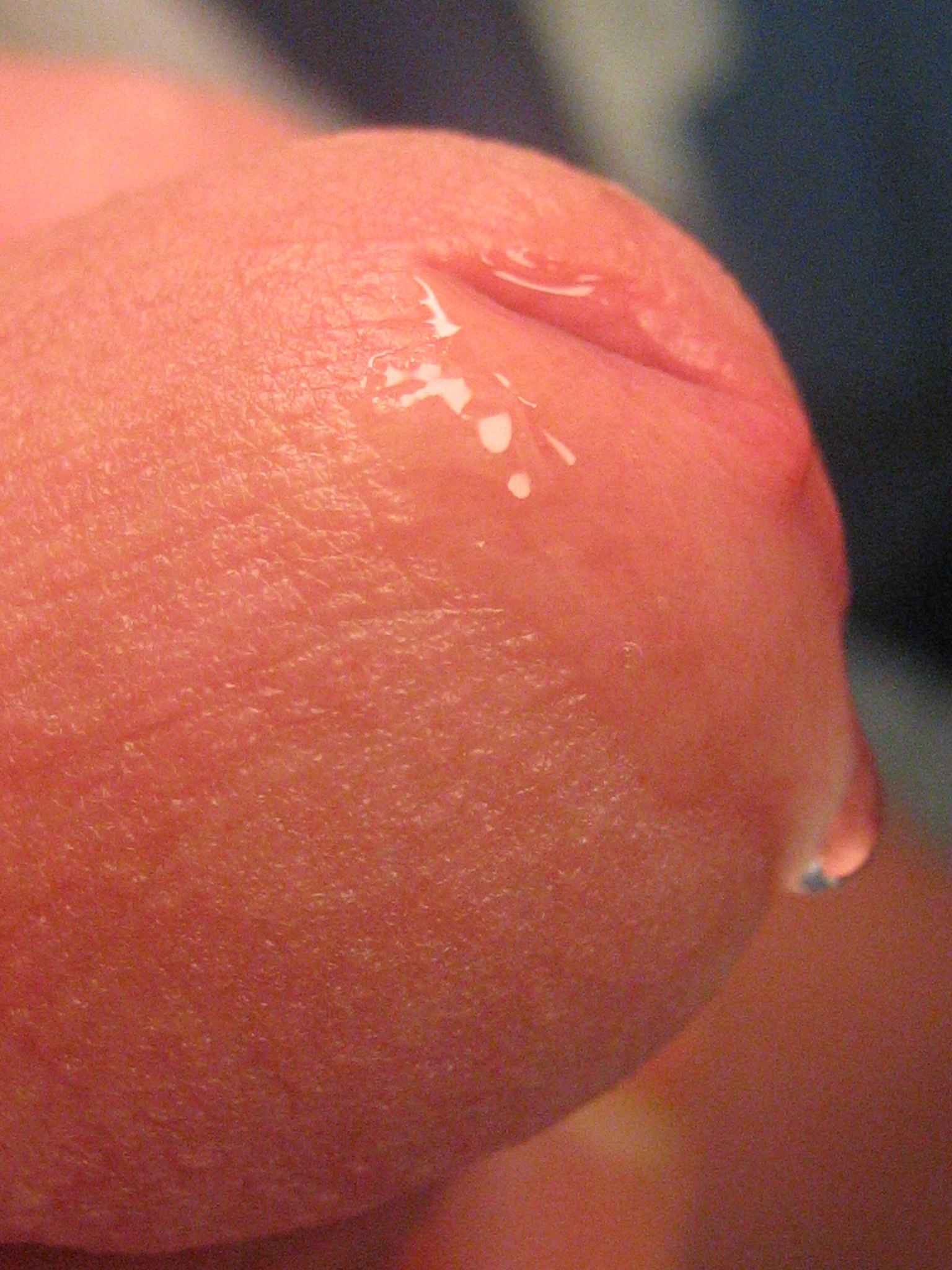
Präejakulat aus den Cowperschen Drüsen

## Funktion
Das Sekret der Bulbourethraldrüse, Präejakulat oder Lusttropfen genannt, wird meist vor der eigentlichen Ejakulation abgegeben. Das schleimige Sekret dient als natürliches Gleitmittel beim Geschlechtsverkehr und vermutlich auch der Neutralisierung von Harnresten, eventuell auch des sauren Scheidenmilieus. Beim Austritt aus dem Penis kann das Sekret Samenzellen enthalten und daher möglicherweise eine Schwangerschaft auslösen. Diese Spermien stammen dabei nicht aus der Bulbourethraldrüse, sondern sind entweder Rückstände einer vorherigen Ejakulation in der Harnröhre oder haben durch eine aktuelle einleitende sexuelle Erregung die Prostata bereits passiert. Dies ist möglich durch die Phase der Spermienemission in die Harnröhre, die die erste Hälfte der Ejakulation ausmacht. Die zweite Hälfte der Ejakulation, die Ausstoßung der Samenflüssigkeit aus der Harnröhre heraus, die meist unmittelbar anschließend automatisch erfolgt, kann nämlich – mit oder ohne Absicht – verzögert sein.

## Entsprechung bei der Frau
Die entsprechende Drüse bei der Frau bzw. dem weiblichen Säugetier wird als Glandula vestibularis major (Bartholin-Drüse) bezeichnet. Die ungefähr ein bis zwei Zentimeter langen Ausführungsgänge münden im Scheidenvorhof in den Positionen der Zeiger einer Uhr bei „8 und 4 Uhr“.

## Erkrankungen
Die Bulbourethraldrüse und damit ihr Sekret spielen auch klinisch eine Rolle, weil bei Befall der hinteren Harnröhre (Urethritis gonorrhoica posterior) durch Neisseria gonorrhoeae, die Erreger des Trippers (Gonorrhoe), Entzündungen (Cowperitis), Abszesse (Cowper-Abszess) und Strikturen der Harnröhre einschließlich der Cowperschen Drüse (Cowper-Striktur) auftreten können. Auch nicht-gonorrhoische Entzündungen der Harnröhre – verursacht durch Mykoplasmen, Chlamydien oder Pilze – können auf die Bulbourethraldrüsen übergreifen.